# Przystosowane wychowanie fizyczne

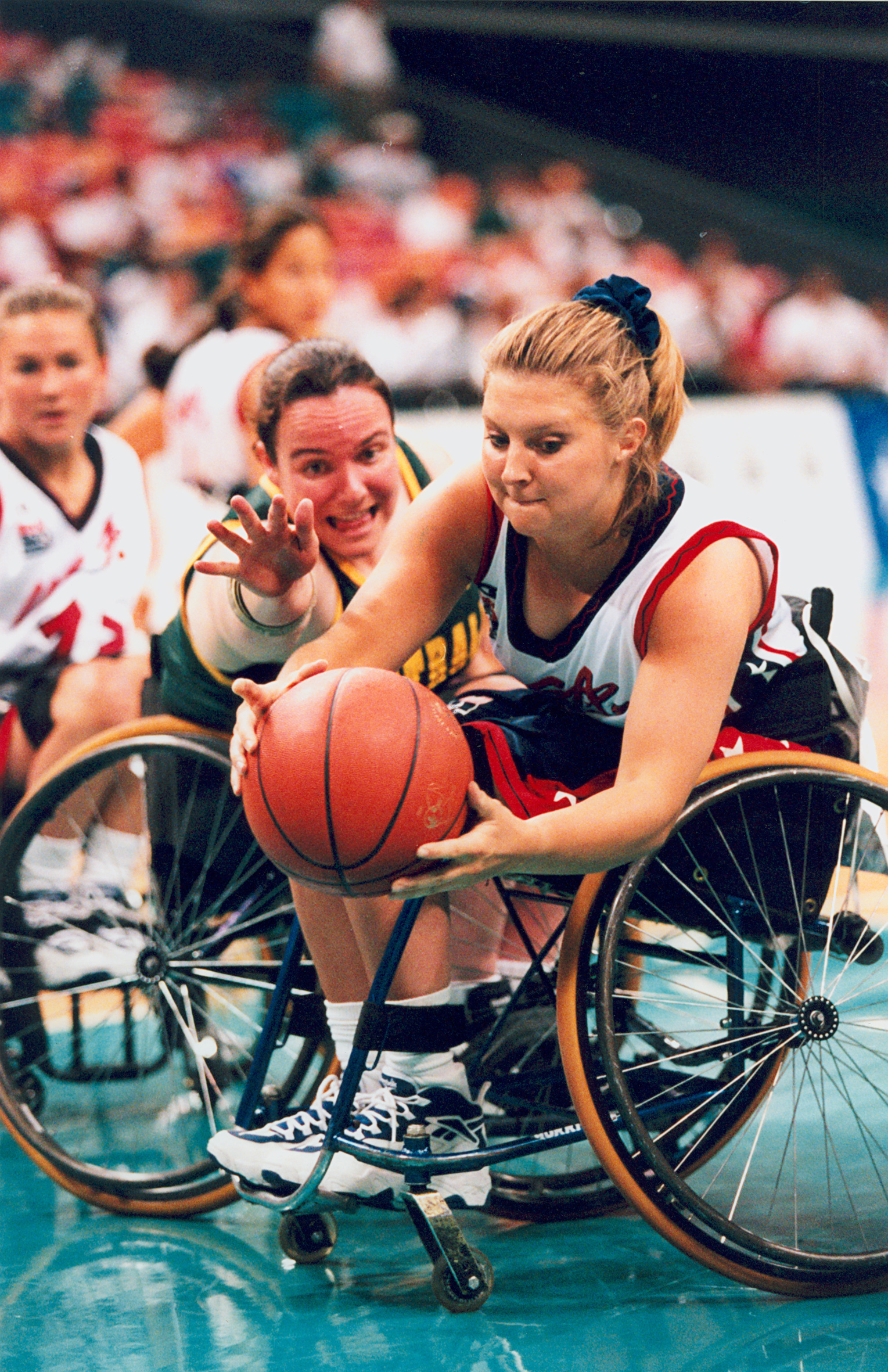
Koszykówka na wózkach

Przystosowane wychowanie fizyczne (ang. adapted physical education) – metoda nauki wychowania fizycznego (sport) dla osób z niepełnosprawnością.

## Przykłady przystosowanych zajęć
Przykładem przystosowanego wychowania fizycznego może być gra w koszykówkę na wózkach. Z powodu stosunkowo mniejszej liczby dzieci niepełnosprawnych w szkołach, i ze względu na możliwość ich integracji, za korzystną uważa się modyfikację warunków prowadzenia zajęć, ale także tworzenie grupy złożonej zarówno ze sprawnych, jak i niepełnosprawnych. Mecze drużyn mieszanych są pasjonującym sportem, w którym często zwyciężają zawodnicy niepełnosprawni.
Przykładem adaptacji może być obniżenie kosza w grze w koszykówkę czy zwiększenie rozmiaru piłki w grze w piłkę nożną.